# 皮埃爾·卡地亞
皮埃爾·卡地亞（英語：Pierre Emile Cartier）（出生于1932年6月10日）是法国数学家。他是布尔巴基小组的一员，曾经是亚历山大·格罗滕迪克的同事，他的兴趣遍及代数几何，数学物理学和范畴理论 。